# 燦坤実業

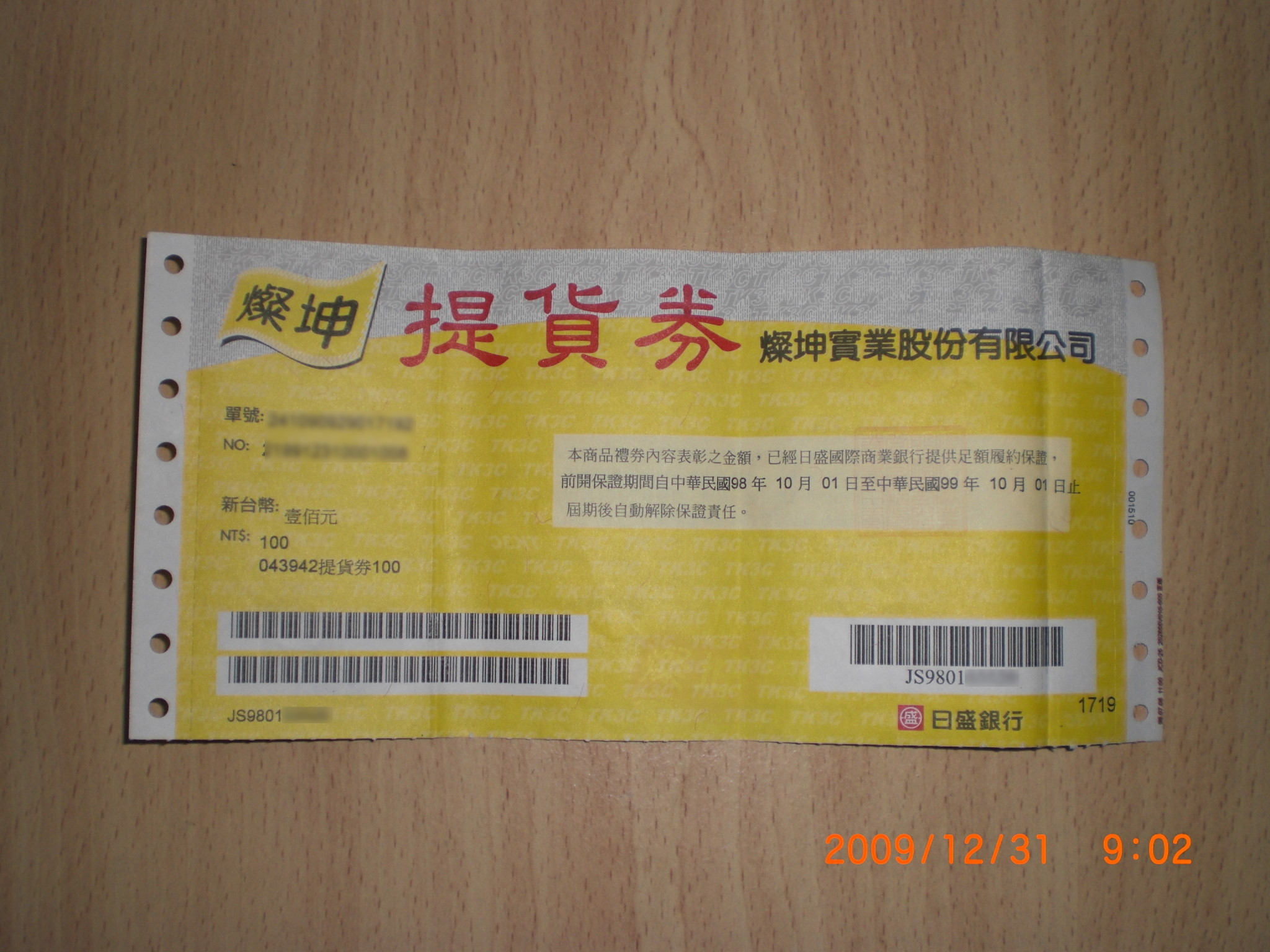
燦坤3Cの「提貨券」。
日本の商品券にあたる。

燦坤実業（さんくんじつぎょう、ツァンクンじつぎょう）は中華民国（台湾）台北市内湖区に本社を置く電気製品の製造販売会社。「EUPA」のブランドで知られる。
正式名称は燦坤實業股份有限公司。中国に製造工場を持ち、そこで生産した製品を台湾国内に130店ある「燦坤3C」という名の販売店にて販売している。日本にも燦坤日本電器として現地法人を1994年に設立。他にアメリカや中国各地にもグループ企業を展開している。
台湾高雄県出身の呉燦坤によって1978年に設立。1982年にコーヒーメーカーを南アフリカへ輸出したのを皮切りに、アメリカ・イギリス・シンガポール・オーストラリアなど各国へ電気製品を供給。1987年には「中華民国十大優良メーカー」に選出。2000年にはNASDAQに上場する等、台湾国内外において発展を続けている。
ホットプレートや扇風機、ミキサーといった小型家電のラインナップが豊富。アイロン、コーヒーメーカー、オーブントースター、トースター（ポップアップ式）、電気グリル、ミキサーの六品目は生産数が世界一である（2002年）。特にグリル類は世界市場の占有率が47％を占めている。

## 営業所・グループ関連会社・工場
- 燦坤日本電器 - 東京都台東区台東
- TSUANN KUEN USA - アメリカ合衆国カリフォルニア州
- 香港燦坤公司 - 香港特別行政区柴湾工業中心
- 漳州燦坤有限公司 - 中国福建省漳州市
- 厦門（アモイ）工場 - 中国福建省廈門市湖里工業区
- 上海工場 - 中国上海直轄市嘉定区曹安路